# Eranina flaviventris
Eranina flaviventris är en skalbaggsart som först beskrevs av Maria Helena M. Galileo och Martins 2005.  Eranina flaviventris ingår i släktet Eranina och familjen långhorningar.
Artens utbredningsområde är Honduras. Inga underarter finns listade i Catalogue of Life.